# Realize (canción)
«Realize» es el segundo sencillo de la cantante y compositora Colbie Caillat de su álbum debut Coco. La canción es el seguimiento de su debut "Bubbly", y fue oficialmente lanzado en enero de 2008, llegando al número veinte en el Billboard Hot 100, convirtiéndose en su segundo Top 20 en Estados Unidos.
La canción es musicalmente similar a "Bubbly", es una canción acústica folk-pop, dónde Caillat canta de tener sentimientos por un mejor amigo.
Caillat y su banda presentó "Realize" como invitado que cerraba el 23 de mayo de 2008 en The Tonight Show with Jay Leno.

## Video musical
El video debutó a fines de enero de 2008. El video comienza con Caillat en su cabaña en el bosque, y procede a escribir una nota. Deja su casa con su nota, y comienza a conducir a través del bosque, también se muestra a su mejor amigo en su apartamento en la ciudad, también escribiendo una nota. Él también deja su apartamento con la nota, y comienza a conducir a través de la ciudad y del bosque. Mientras, Caillat llegó a la ciudad, y llega al departamento de su mejor amigo. Su amigo también es mostrado llegando a la cabaña de Caillat. Los dos descubren que nadie está en casa, y pasan la nota debajo de las puertas. En lugar de irse, el amigo decide sentarse y esperar en la puerta de Caillat, y Caillat es mostrada llegando mientras los dos sonríen.
El video para "Realize" fue filmado en Toronto, Ontario, y Haliburton, Ontario, Canadá. La mayoría de las escenas que conduce Colbie son en la autopista 121 y 118, dos arterias principales de la región de Haliburton.
Como se expllicó en su tour en el 2008 con John Mayer, hay una historia detrás de la canción. Caillat, Jason Reeves y su compañero eran un grupo cercano de amigos. Colbie no sabía que el compañero de cuarto de Jason estaba enamorado de ella, y cuando ella se enteró sobre esto después, ella decidió basar su canción en esto. Jason coescribió desde la perspectiva de su amigo.

## Posiciones
| Lista (2008)                                 | Posición |
| -------------------------------------------- | -------- |
| Canadian Hot 100                             | 37       |
| Dutch Top 40                                 | 19       |
| U.S. Billboard Hot 100                       | 20       |
| U.S. Billboard Pop 100                       | 16       |
| U.S. Billboard Top 40 Mainstream             | 10       |
| U.S. Billboard Hot Adult Contemporary Tracks | 11       |
| U.S. Billboard Hot Adult Top 40 Tracks       | 6        |